# パリ・ベルシー駅
パリ・ベルシー駅（パリ・ベルシーえき、Gare de Paris-Bercy）またはベルシー駅（ベルシーえき、Gare de Bercy）は、フランス・パリの12区にあるフランス国鉄（SNCF）の駅。フランス国鉄のパリにおける始発駅の一つであるが、他の6つの始発駅と比べ規模が小さく、また構造や運用の上でリヨン駅に従属した立場にあることから主要なターミナル駅とはみなされていない。
ここでは同地にあるメトロ6号線、14号線のベルシー駅についても述べる。

## 発着する路線・列車
ベルシー駅を出た線路はすぐにリヨン駅から南東方向への線路（パリ-マルセイユ在来線）に合流する。
ベルシー駅を発車する主な列車は以下の通り。
- アンテルシテ
  - クレルモン＝フェラン(ヌヴェール、ムーラン、ヴィシー経由、全車指定席)
  - ヌヴェール（全車自由席）
- オートトラン（カートレイン） - 自動車を積む貨車とそれを運転・乗車していた旅客を乗せる客車からなる。主な行き先は次の通り（2008年-2009年冬）。多くは曜日限定の運行であり、このほか夏期のみの運転のものもある。また一部には自動車の積み込みのみをベルシー駅で行い、乗客は他の駅で客車に乗り込むものもある。
  - アヴィニョン（アヴィニョン南駅）
  - ボルドー
  - リヨン（リヨン・ペラーシュ駅）
  - マルセイユ
  - ナルボンヌ
  - トゥーロン - フレジュス＝サン・ラファエル - ニース
  - トゥールーズ
- TERブルゴーニュ
  - ラローシュ＝ミジャンヌ、ディジョン、オセール、アヴァロン行など
- トランジリアンR線
  - モントロー（英語版）行（一日一本のみ）

このほか団体専用列車やプルマン・オリエント急行による観光列車などの発着駅としても用いられる。
また、2012年7月より運行開始したSNCFの高速バスブラブラカー・バスのターミナルともなっている。
かつては以下の夜行列車も発着していたが、2011年12月11日以降は、リヨン駅発着に変更された。
- アルテシア - イタリア行国際夜行列車
  - ローマ行 「パラチーノ」 - ディジョン、ピアチェンツァ、パルマ、ボローニャ、フィレンツェ経由
  - ヴェネツィア行 「スタンダール」- ディジョン、ミラノ、ヴェローナ経由

## 歴史
ベルシー地区は18世紀頃からセーヌ川の水運によるワインの集積地となっていた。1850年代にリヨン駅とフランス南東部方面への鉄道が開業すると、ベルシー地区には貨物駅が置かれ、その周辺にワインの倉庫街が発達した。鉄道によるワイン輸送の最盛期は19世紀末から第一次世界大戦直前までで、このころにはブルゴーニュ、ローヌ川流域、プロヴァンスなどからワインの樽を積んだ専用貨車が年間延べ1万8千両ほど到着していた。
第二次世界大戦後には鉄道によるワイン輸送は衰退し、貨物駅や倉庫の跡地はベルシー公園やショッピング街「ベルシー・ヴィラージュ」として再開発された。
一方で1970年代にはTGVの開業を控えてリヨン駅の混雑が予想されたことから、ベルシー駅に旅客用駅舎を設けてリヨン駅の機能を分散させることになり、1976年に駅舎が開業した。ただしこの時期にはベルシー駅を利用していたのは団体列車と最繁忙期の臨時列車の一部に限られていた。
2000年12月のダイヤ改正時から、オートトランのパリにおける発着地がセーヌ川の対岸のパリ・トルビアック（現フランソワ・ミッテラン図書館南側の再開発地域）からベルシー駅に移された。さらにLGV地中海線の開業に伴う2001年6月の改正で、それまでリヨン駅を発着していたイタリア方面の国際夜行列車がベルシー駅に移された。同時に国内の夜行列車の始発駅もオステルリッツ駅に移され、この時点でリヨン駅発着の夜行列車はなくなった。
2011年12月11日から、クレルモン＝フェラン方面ゆきのアンテルシテのターミナルが、リヨン駅からベルシー駅に移された。これは、LGVライン-ローヌ線の開業に伴い、パリからミュルーズおよびスイス北部方面（バーゼル、チューリヒ、ベルン方面）のTGVが、パリ東駅発着(東ヨーロッパ線・ストラスブール経由）から、リヨン駅発着(ディジョン・ライン・ローヌ線経由)に変更されたため、リヨン駅の容量が不足し、従来リヨン駅発着であったヌヴェール、クレルモン=フェラン方面行きのアンテルシテをベルシー駅に回したためである。また、同日よりイタリア方面行きの夜行列車の発着駅は再びリヨン駅に戻された。2012年7月から運行開始したSNCFグループの高速バスサービスiDBUSは、ベルシー駅をパリにおけるターミナルとしている。

## 駅構造

### フランス国鉄
ベルシー駅はリヨン駅から南東方向に向かう線路の南西側に添う形で位置する。リヨン駅と同様、駅全体が盛土上にあり、周囲の地面より高くなっている。
北東側から旅客用ホーム3面6線（北東から順にP,R,S,T,U,V線）、自動車積み込み用ホーム10線がある。すべての線路は行き止まりの構造になっており、ホームの頭端部に駅舎がある。自動車積み込み用ホームの上層は駐車場になっている。

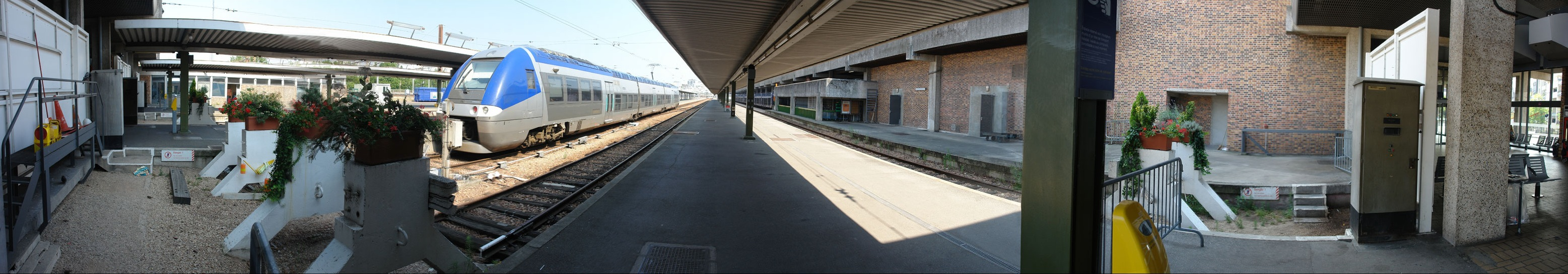
旅客用ホーム

### パリメトロ
6号線、14号線とも地下に相対式ホーム各2面2線がある。
6号線は駅のすぐ西で地上に出てベルシー橋上の高架橋となる。駅の北側には14号線と6号線の間の連絡線がある。これは14号線と他線の唯一の連絡線である。
6号線の駅は1909年3月1日に開業した。1910年1月に発生したセーヌ川の洪水では、駅西側のトンネル入口から浸水して水没し、長期間の運休を余儀なくされた。14号線の駅は1998年10月15日に開業した。

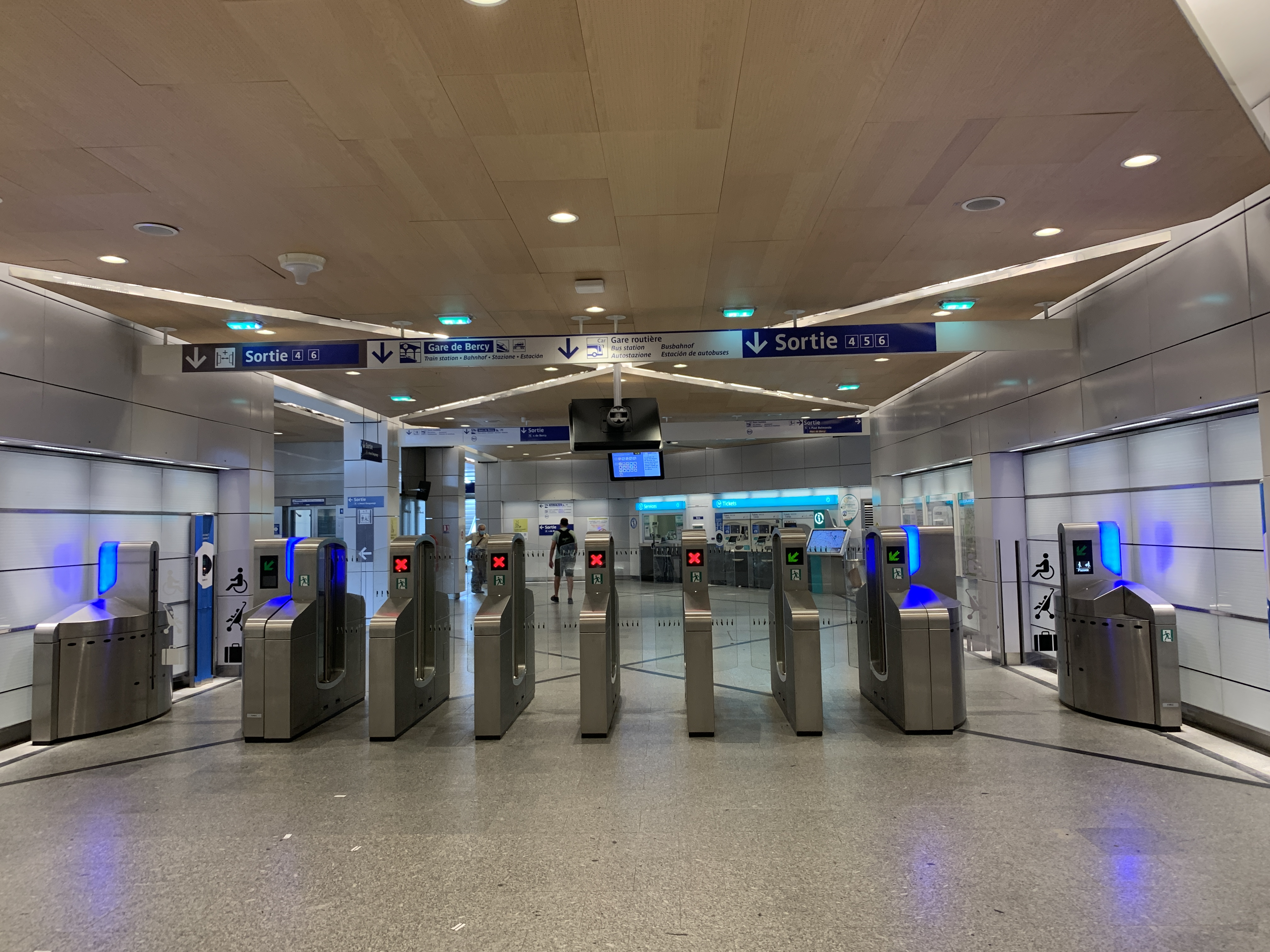
改札口
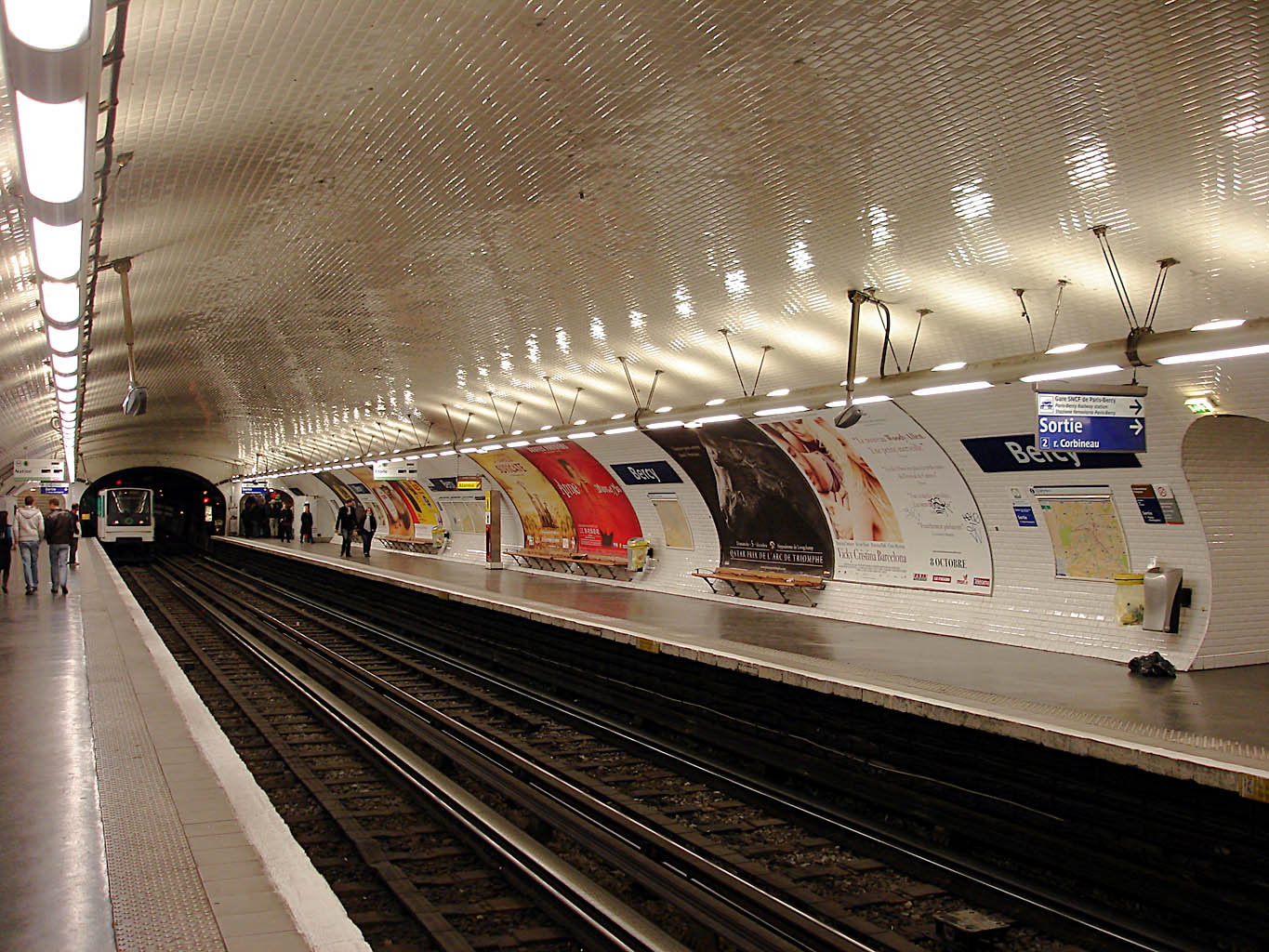
6号線ホーム
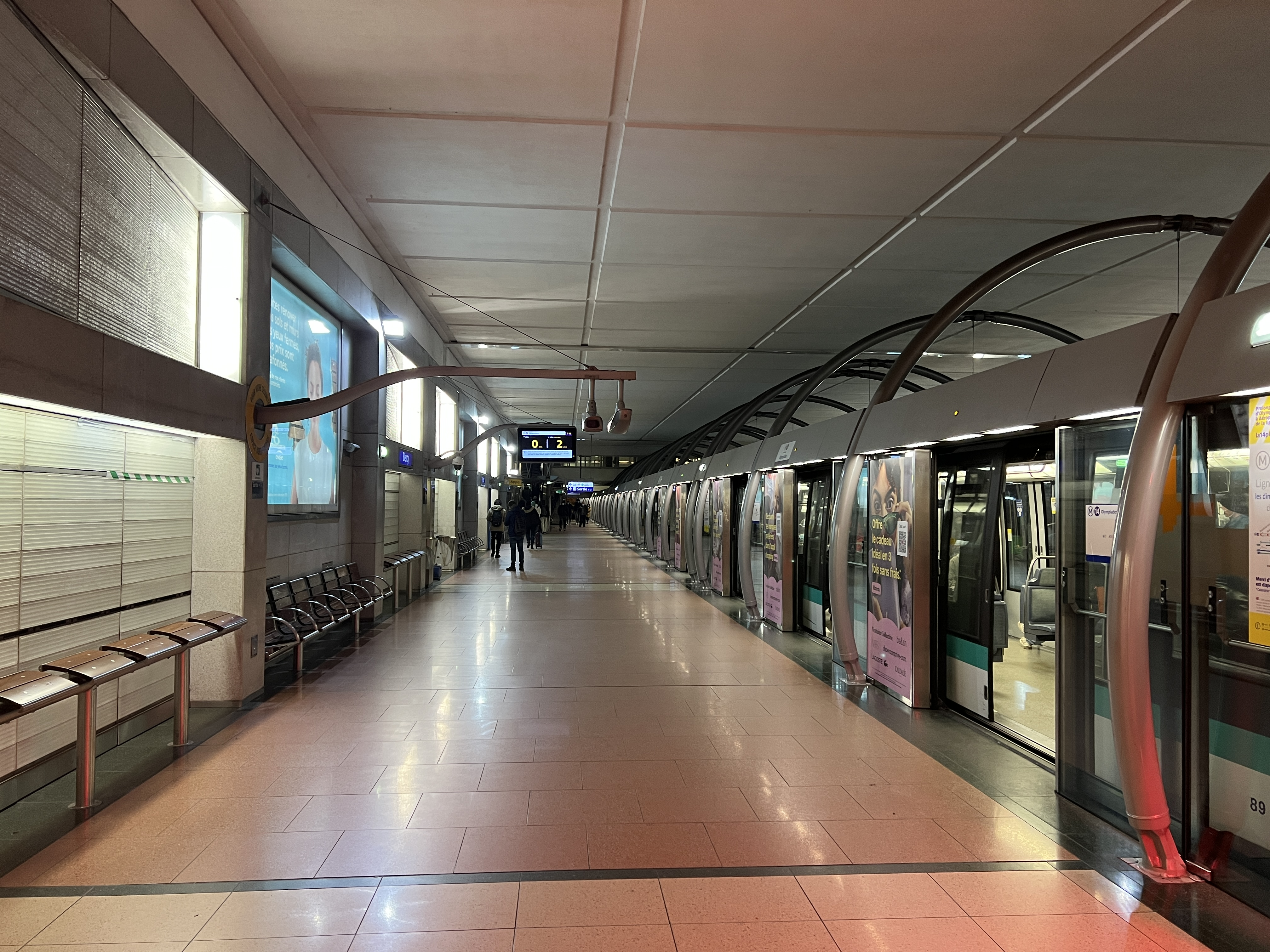
14号線ホーム

## 駅周辺
リヨン駅や対岸のオステルリッツ駅とは1kmほどしか離れておらず、徒歩でも連絡が可能な距離にある。
ベルシー駅とセーヌ川の間にはベルシー公園がある。公園内には、ベルシー・アレナやベルシー＝セーヌ・バスターミナルがある。公園の北西にはフランス経済・財政・産業省ビルがある。また南東には2005年にシャイヨー宮から移転してきた映画の博物館シネマテーク・フランセーズやワイン倉庫跡地の再開発で生まれたショッピング街「ベルシー・ヴィラージュ」がある。その中心となる歩道クール・サンテミリオン(Cour St-Émilion)は、ワイン産地のサン＝テミリオンに因んで名付けられた。
またセーヌ川をシモーヌ・ド・ボーヴォワール橋で渡るとフランソワ・ミッテラン図書館（フランス国立図書館新館）やその周辺の再開発地区に至る。

## 隣の駅
フランス国鉄
アンテルシテ
ベルシー駅 - ヌヴェール駅/クレルモン＝フェラン駅
TERブルゴーニュ＝フランシュ＝コンテ
ベルシー駅 - サンス駅/ヴィルヌーヴ＝ラ＝ギヤール駅/モントロー駅/ネムール＝サン＝ピエール駅/モンタルジ駅
メトロ
6号線
ケ・ド・ラ・ガール駅 - ベルシー駅 - デュゴミエ駅
14号線
ガール・ド・リヨン駅 - ベルシー駅 - クール・サンテミリオン駅